# Selección de fútbol playa de los Estados Unidos
La selección de fútbol playa de los Estados Unidos (en inglés: United States national beach soccer team) es el equipo representativo del país en las competiciones oficiales. Está controlada por la Federación de Fútbol de los Estados Unidos (en inglés: United States Soccer Federation).

## Historia

### Copas del mundo
El equipo nacional de los Estados Unidos ha sido parte de torneos mundiales de fútbol playa desde la primera edición del año 1995, cuando era organizado por Beach Soccer Worldwide. De las diez competiciones bajo la tutela de dicho organismo, únicamente faltó a la del 2002. Los mejores resultados los obtuvo precisamente en el primer torneo, cuando alcanzó la final en la que fue derrotada por Brasil por ocho goles a uno. En 1996 llegó a semifinales y se ubicó en el cuarto lugar, mientras que en 1997 ocupó el tercer puesto.
En las copas del mundo organizadas por la FIFA, los norteamericanos han tenido tres asistencias en las que no han logrado pasar de la primera ronda. En Río de Janeiro 2006, siendo ubicados en el grupo A, obtuvieron una victoria ante Polonia (4:2) y dos derrotas ante Japón (4:8) y el anfitrión Brasil (6:10). Las mismas estadísticas se dieron en el 2007, también en Río de Janeiro y esta vez en el grupo B, cuando se agenció un triunfo ante Irán (7:6), y dos derrotas ante España (8:4) y Portugal en tiempo suplementario (5:6).
En Tahití 2013, compartió el grupo con España y la misma selección local de Tahití, ante las que cayeron derrotados con marcadores de 4:5 y 3:5, respectivamente. Obtuvo una victoria ante los Emiratos Árabes Unidos de 6:4.

### Concacaf
Los Estados Unidos han participado en todos los torneos regionales válidos para la copa mundial de la FIFA. En el campeonato del 2005, que era una organización conjunta con Conmebol, perdió la opción de clasificarse en las semifinales ante Uruguay, mientras que el 2006 se alzó con el título, esta vez entre selecciones de Concacaf.
El 2007 se volvieron a reunir las selecciones de Concacaf y Conmebol, y los norteamericanos lograron el título por segunda ocasión consecutiva, batiendo en la final a Uruguay (4:3). Posteriormente, en los eventos del 2008, 2009 y 2010 se quedaron fuera de la cita mundial, aunque llegaron a las instancias de semifinales. Sin embargo, en el 2013 los estadounidenses volvieron a situarse en la cima del área por segunda ocasión: obtuvieron el boleto al torneo mundial de Tahití en semifinales ante Costa Rica (4:3), y superaron a El Salvador en la final en tiempo extra (5:4).

### Copa Intercontinental
La selección estadounidense ha representado a Concacaf en la Copa Intercontinental de Fútbol Playa, precisamente en el 2012, donde acabó en el último lugar de su grupo sin agenciarse ningún triunfo.

## Estadísticas

### Copa Mundial de Fútbol Playa FIFA
| Copa Mundial de Fútbol Playa FIFA | Copa Mundial de Fútbol Playa FIFA | Copa Mundial de Fútbol Playa FIFA | Copa Mundial de Fútbol Playa FIFA | Copa Mundial de Fútbol Playa FIFA | Copa Mundial de Fútbol Playa FIFA | Copa Mundial de Fútbol Playa FIFA | Copa Mundial de Fútbol Playa FIFA |
| Año                               | Ronda                             | J                                 | G                                 | G+                                | P                                 | GF                                | GC                                |
| --------------------------------- | --------------------------------- | --------------------------------- | --------------------------------- | --------------------------------- | --------------------------------- | --------------------------------- | --------------------------------- |
| 2005                              | Fase de grupos                    | 2                                 | 0                                 | 0                                 | 2                                 | 5                                 | 12                                |
| 2006                              | Fase de grupos                    | 3                                 | 1                                 | 0                                 | 2                                 | 14                                | 20                                |
| 2007                              | Fase de grupos                    | 3                                 | 1                                 | 0                                 | 2                                 | 16                                | 20                                |
| 2008                              | No clasificó                      | No clasificó                      | No clasificó                      | No clasificó                      | No clasificó                      | No clasificó                      | No clasificó                      |
| 2009                              | No clasificó                      | No clasificó                      | No clasificó                      | No clasificó                      | No clasificó                      | No clasificó                      | No clasificó                      |
| 2011                              | No clasificó                      | No clasificó                      | No clasificó                      | No clasificó                      | No clasificó                      | No clasificó                      | No clasificó                      |
| 2013                              | Fase de grupos                    | 3                                 | 1                                 | 0                                 | 2                                 | 13                                | 14                                |
| 2015                              | No clasificó                      | No clasificó                      | No clasificó                      | No clasificó                      | No clasificó                      | No clasificó                      | No clasificó                      |
| 2017                              | No clasificó                      | No clasificó                      | No clasificó                      | No clasificó                      | No clasificó                      | No clasificó                      | No clasificó                      |
| 2019                              | Fase de grupos                    | 3                                 | 0                                 | 0                                 | 3                                 | 10                                | 17                                |
| 2021                              | Fase de grupos                    | 3                                 | 0                                 | 0                                 | 3                                 | 11                                | 18                                |
| 2024                              | Fase de grupos                    | 3                                 | 0                                 | 0                                 | 3                                 | 7                                 | 9                                 |
| 2025                              | No clasificó                      | No clasificó                      | No clasificó                      | No clasificó                      | No clasificó                      | No clasificó                      | No clasificó                      |
| Total                             | 7/13                              | 20                                | 3                                 | 0                                 | 17                                | 76                                | 110                               |

### Campeonatos Conjuntos (con la CONMEBOL)
| Campeonatos Conjuntos (con la CONMEBOL) | Campeonatos Conjuntos (con la CONMEBOL) | Campeonatos Conjuntos (con la CONMEBOL) | Campeonatos Conjuntos (con la CONMEBOL) | Campeonatos Conjuntos (con la CONMEBOL) | Campeonatos Conjuntos (con la CONMEBOL) | Campeonatos Conjuntos (con la CONMEBOL) | Campeonatos Conjuntos (con la CONMEBOL) |
| Año                                     | Ronda                                   | J                                       | G                                       | G+                                      | P                                       | GF                                      | GC                                      |
| --------------------------------------- | --------------------------------------- | --------------------------------------- | --------------------------------------- | --------------------------------------- | --------------------------------------- | --------------------------------------- | --------------------------------------- |
| 2005                                    | Tercer lugar                            | 5                                       | 3                                       | 0                                       | 2                                       | 19                                      | 23                                      |
| 2007                                    | Campeón                                 | 4                                       | 4                                       | 0                                       | 0                                       | 23                                      | 15                                      |
| Total                                   | 2/2                                     | 9                                       | 7                                       | 0                                       | 2                                       | 42                                      | 38                                      |

### Campeonato de Fútbol Playa de Concacaf
| Campeonato de Fútbol Playa de Concacaf | Campeonato de Fútbol Playa de Concacaf | Campeonato de Fútbol Playa de Concacaf | Campeonato de Fútbol Playa de Concacaf | Campeonato de Fútbol Playa de Concacaf | Campeonato de Fútbol Playa de Concacaf | Campeonato de Fútbol Playa de Concacaf | Campeonato de Fútbol Playa de Concacaf |
| Año                                    | Ronda                                  | J                                      | G                                      | G+                                     | P                                      | GF                                     | GC                                     |
| -------------------------------------- | -------------------------------------- | -------------------------------------- | -------------------------------------- | -------------------------------------- | -------------------------------------- | -------------------------------------- | -------------------------------------- |
| 2006                                   | Campeón                                | 4                                      | 3                                      | 0                                      | 1                                      | 17                                     | 10                                     |
| 2008                                   | Tercer lugar                           | 3                                      | 1                                      | 0                                      | 2                                      | 13                                     | 10                                     |
| 2009                                   | Cuarto lugar                           | 4                                      | 2                                      | 0                                      | 2                                      | 19                                     | 13                                     |
| 2010                                   | Tercer lugar                           | 5                                      | 3                                      | 1                                      | 1                                      | 23                                     | 14                                     |
| 2013                                   | Campeón                                | 5                                      | 4                                      | 1                                      | 0                                      | 28                                     | 11                                     |
| 2015                                   | Cuarto lugar                           | 6                                      | 4                                      | 0                                      | 2                                      | 26                                     | 18                                     |
| 2017                                   | Quinto lugar                           | 6                                      | 5                                      | 0                                      | 1                                      | 34                                     | 14                                     |
| 2019                                   | Subcampeón                             | 6                                      | 4                                      | 1                                      | 1                                      | 38                                     | 15                                     |
| 2021                                   | Subcampeón                             | 6                                      | 4                                      | 0                                      | 2                                      | 33                                     | 19                                     |
| 2023                                   | Campeón                                | 6                                      | 6                                      | 0                                      | 0                                      | 37                                     | 10                                     |
| 2025                                   | Por definir                            | 4                                      | 2                                      | 1                                      | 1                                      | 10                                     | 7                                      |
| Total                                  | 11/11                                  | 55                                     | 38                                     | 4                                      | 13                                     | 278                                    | 141                                    |

## Palmarés
- Campeonato de Fútbol Playa de Concacaf (2): 2006, 2013, 2023.
- Clasificación de Concacaf-Conmebol (1): 2007.

- Subcampeón de la Copa Mundial de Fútbol Playa (BSWW): 1995.